# Luz solar

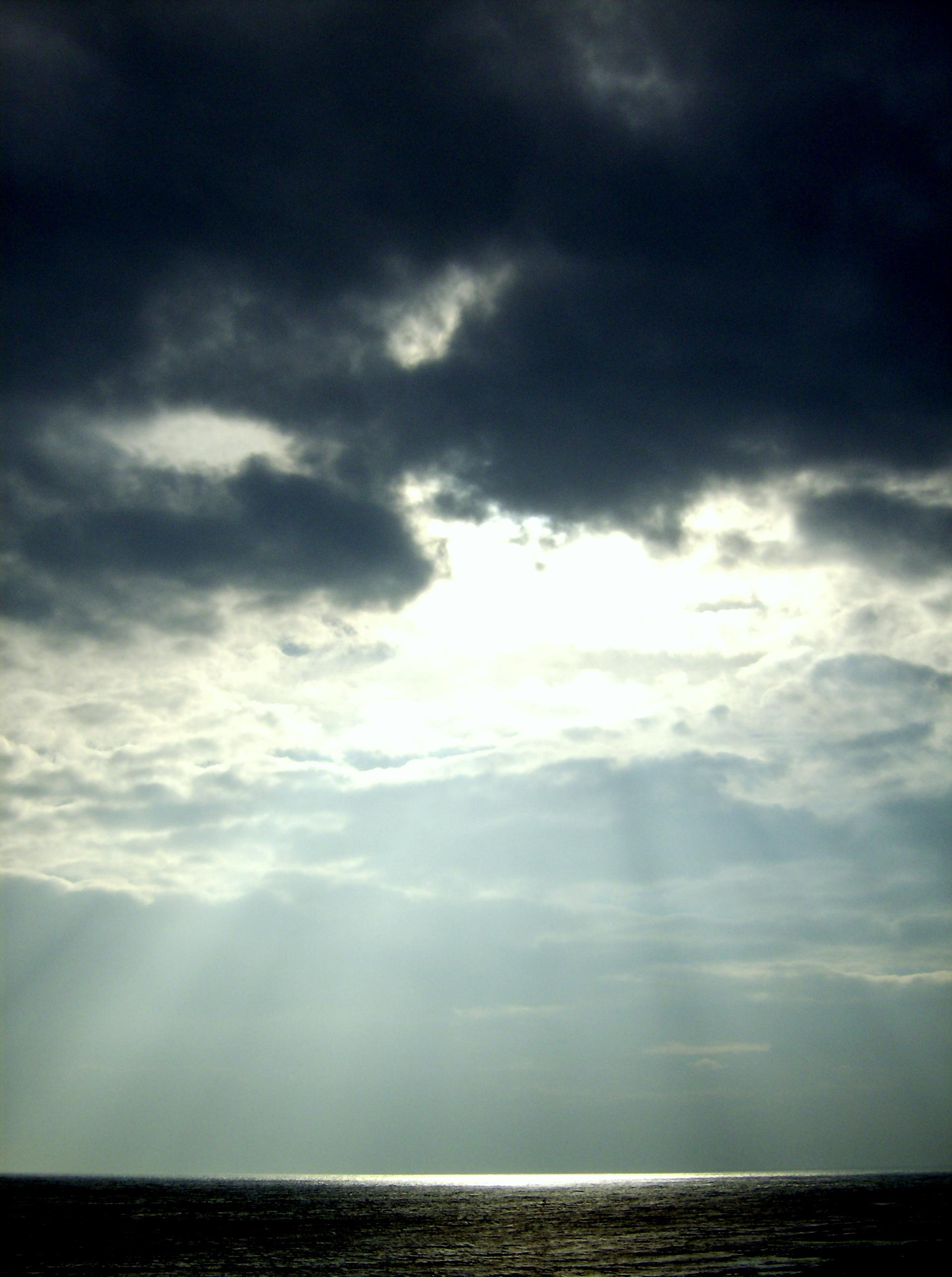
Luz solar brillando a través de las nubes en Dunstanburgh, Inglaterra.

En el más amplio sentido, es el espectro total de radiación electromagnética proveniente del Sol. Esto es usualmente durante las horas consideradas como día. Cerca de los polos geográficos durante el verano, la luz solar también ocurre en las horas que definen la noche y en los inviernos en estas zonas la luz solar podría simplemente no llegar. La radiación térmica producida directamente por la radiación del sol es diferente del incremento en la temperatura atmosférica debido al calentamiento radiactivo de la atmósfera por la radiación solar. La luz solar puede ser "grabada" usando un heliógrafo. La Organización Meteorológica Mundial define la luz solar como la irradiación directa proveniente del sol medida en el suelo de al menos 1120 W·m−2.
La luz solar directa proporciona alrededor de 93 lumenes de iluminación por vatio de potencia electromagnética, incluyendo infrarrojo, visible y ultravioleta.
Luz solar brillante proporciona Iluminación física iluminación de aproximadamente 100 000 candelas por metro cuadrado en la superficie terrestre.
La luz solar es un  factor fundamental en el proceso de fotosíntesis, tan importante para la  vida.

## Cálculo
Para calcular la cantidad de luz solar que alcanza el suelo se deben tomar en cuenta tanto la órbita elíptica de la Tierra como su atmósfera. La iluminación solar extraterrestre {\displaystyle (E_{ext})}, corregida para la órbita elíptica usando el número de día del año, conocido como la fecha Juliana, es:
{\displaystyle E_{ext}=E_{sc}\,(1+0.034\,\cos(2\pi \,(Jd-2)/365))}
La constante de iluminancia solar {\displaystyle (E_{sc})}, es equivalente a 128 Lux. La iluminancia directa normal, {\displaystyle (E_{dn})}, corregida para los efectos atenuantes de la atmósfera están dados por: {\displaystyle E_{dn}=E_{ext}\,\exp {(-c\,m)}}
Donde {\displaystyle c} es el coeficiente de extinción atmosférica y {\displaystyle m} es la masa óptica de aire relativa.

## Composición de la luz solar

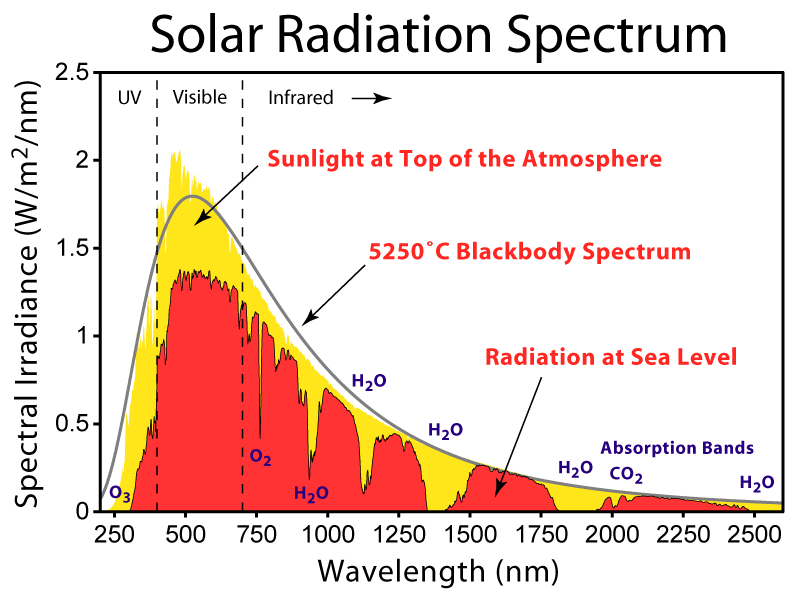
Espectro de irradiación solar sobre la atmósfera y en la superficie.

Atenuación de la radiación solar en el paso a través de la atmósfera: a) la forma oblicua de la radiación sobre un área grande (región polar), b) distribución la de radiación concentrada sobre un área pequeña, con un ángulo de incidencia de 90° en el ecuador y trópicos.

La luz solar es la propagación de una perturbación que trasmite energía, pero no materia y se puede propagar en el vacío  y está compuesta por fotones.
Ejemplo: Cuando viaja, la luz actúa como una onda, pero cuando es absorbida por los objetos la luz actúa como una partícula.
La luz del sol no tiene color y se denomina "luz blanca". Pero, en realidad, está compuesta por la unión de diferentes colores. Se puede verlo solo cuando la luz pasa a través de un elemento transparente (agua o vidrio) que separa los colores como un espectro llamado arcoíris. Este espectro se compone de siete colores visibles (rojo, anaranjado, amarillo, verde, azul, añil, y violeta) y de dos colores no visibles por los ojos humanos, Ultravioleta e Infrarroja . El espectro de radiación electromagnética que golpea la Atmósfera terrestre es de 100 a 106 nm. Esto puede ser dividido en cinco regiones en orden creciente de longitud de onda:
- Ultravioleta C o rango (UVC), que se expande en el intervalo de 100 a 280 nm. El término ultravioleta se refiere al hecho de que la radiación está en una frecuencia mayor a la luz violeta (y, por lo tanto, es invisible al ojo humano). Debido a la absorción por la atmósfera solo una pequeña cantidad llega a la superficie de la Tierra (litosfera). Este espectro de radiación tiene propiedades germicidas, por lo que algunos equipos denominados esterilizadores ultravioleta la utilizan para la purificación de aire, agua o de superficies; estos dispositivos contienen lámparas que emiten esta luz, a la cual se expone el elemento a esterilizar. La radiación de las lámparas de luz ultravioleta también se aprovecha en diversos dispositivos para conseguir efectos ópticos especiales en las superficies.
- Ultravioleta B o rango (UVB) se extiende entre 280 y 315 nm. Es también absorbida en gran parte por la atmósfera, y junta a la UVC es responsable de las reacciones fotoquímicas que conllevan la producción de la capa de ozono.
- Ultravioleta A o (UVA) se extiende entre los 315 y 400 nm. Ha sido tradicionalmente considerado menos dañino para el ADN, por lo que es usado al broncearse y terapia PUVA para psoriasis.
- Rango visible o luz se extiende entre los 400 y 700 nm. Como el nombre indica, es el intervalo que es visible al ojo humano naturalmente.
- Rango infrarrojo que se extiende entre 700 nm y 1 mm (106 nm). Es esta radiación la principal responsable del calentamiento o calor que proporciona el sol. Está a su vez subdividido en tres tipos en función de la longitud de onda:
  - Infrarrojo-A: 800 nm a 2500 nm.
  - Infrarrojo-B: 2,5 µm a 50 µm.
  - Infrarrojo-C: 50 µm a 1000 µm.